# Concarneau
Concarneau [kɔ̃kaʁˈno] (bretonisch Konk-Kerne) ist eine französische Stadt und Gemeinde im Arrondissement Quimper und im Département Finistère. Die 22 km südöstlich von Quimper an der Ostküste der Baie de La Forêt befindliche Stadt gehört zur historischen Landschaft Cornouaille und hat 20.632 Einwohner (Stand 1. Januar 2022). Ihre innerhalb massiver Mauern gelegene Altstadt, die Ville close, ist fast rundum vom Wasser umgeben und gilt als sehenswert.

## Geschichte

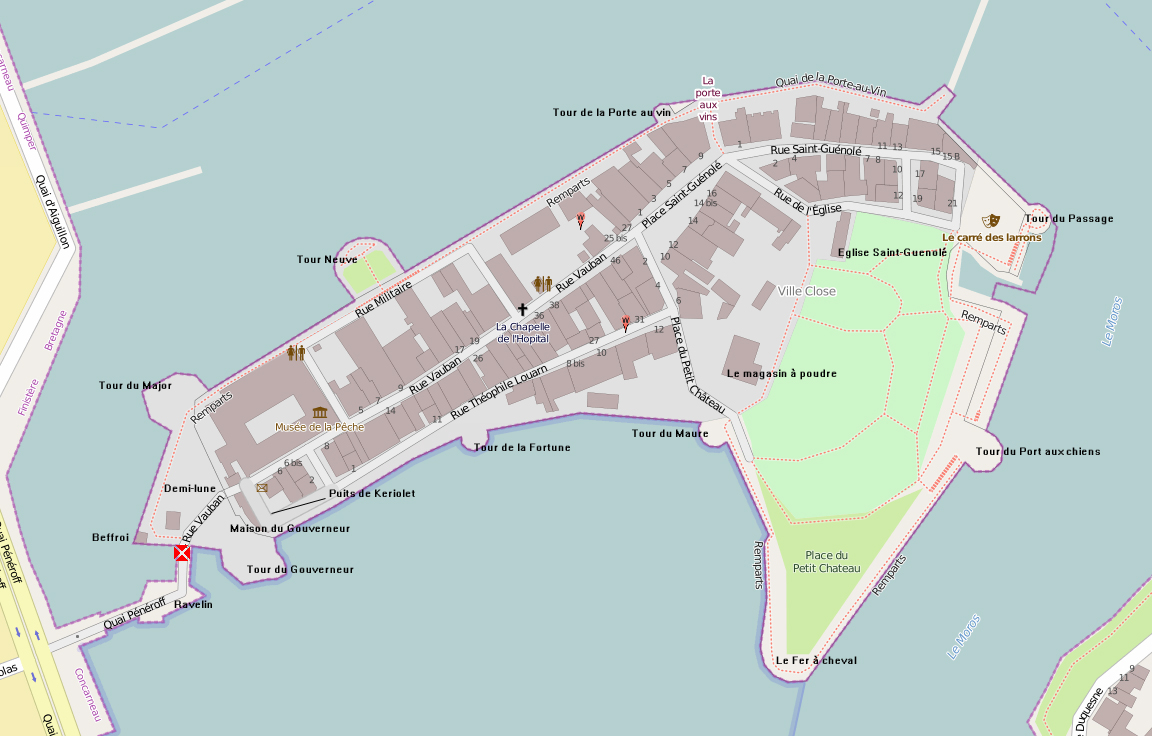
Karte der Ville close

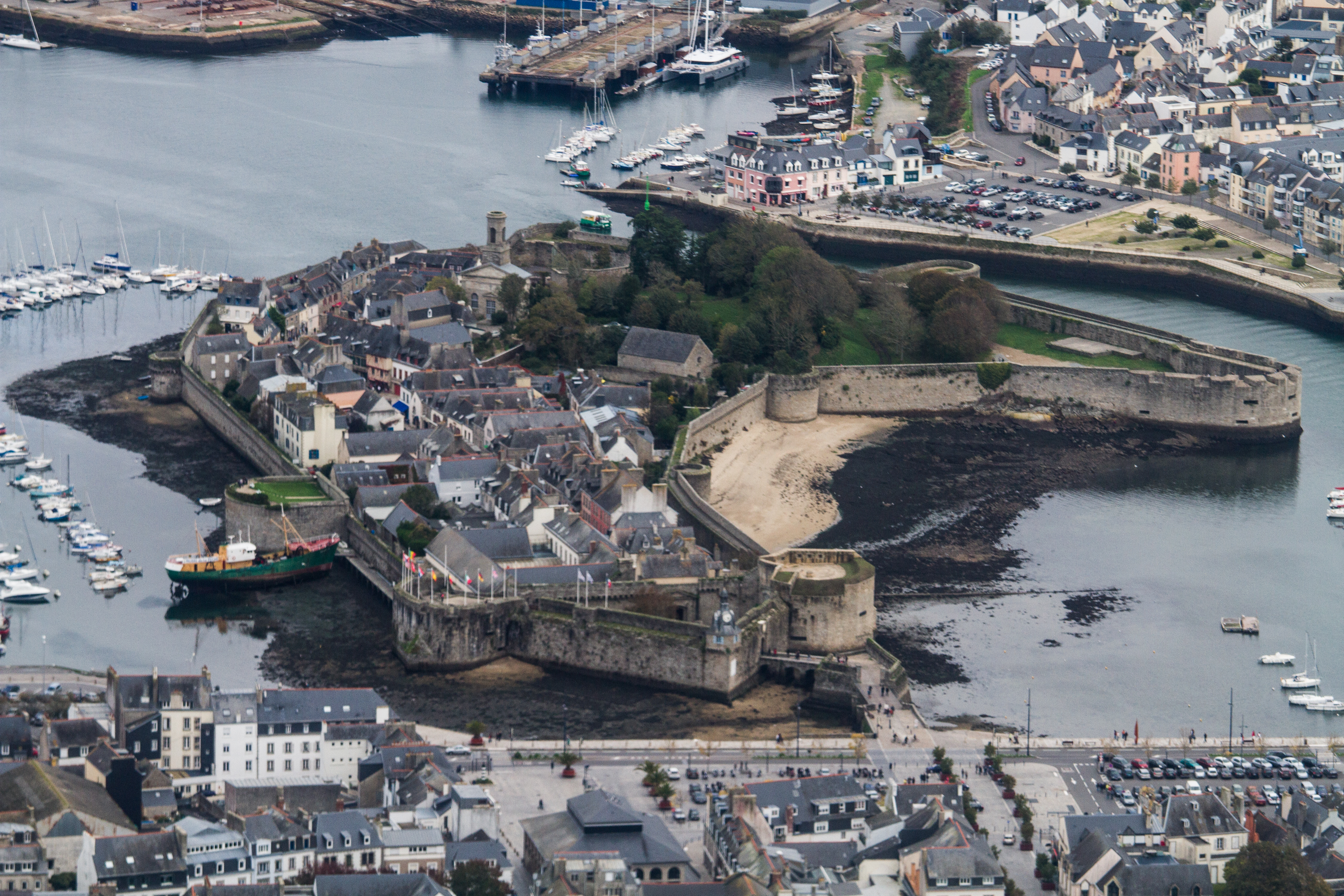
Luftbild der Ville Close

In Concarneau liegt das von Charles-Tanguy Le Roux untersuchte eisenzeitliche Souterrain von Stang-Vihan.

### Entstehung
Der Ort des heutigen Concarneau wurde im 10. Jahrhundert zunächst von Mönchen der Abtei von Landévennec besiedelt. Diese errichteten hier auf einer Insel an der Mündung des Flusses Moros (die heutige Ville Close) ein kleines Kloster. Später entwickelte sich Concarneau zu einer wichtigen bretonischen Festung. Seit dem 12. Jahrhundert ist die Ville Close über eine Brücke mit dem Festland verbunden.

### Bedeutung des Namens
Der Name der Stadt, auf Bretonisch Konk-Kerne, bedeutet ursprünglich ‚Henkel von Cornouaille‘, also der Flüchtlinge aus Cornwall in Britannien, was auf die engen kulturellen Verbindungen zwischen der Bretagne und Cornwall hinweist, denn Cornouailles ist eigentlich nur die französische Aussprache für Cornwall, wobei der Wortbestandteil wall bei Cornwall germanischen Ursprungs ist und ‚Fremde‘ (meist Kelten oder Romanen) bedeutet, z. B. auch in Wales, siehe dazu Welsche.

### Bevölkerungsentwicklung
| Jahr      | 1962   | 1968   | 1975   | 1982   | 1990   | 1999   | 2011   | 2017   |
| Einwohner | 15.907 | 17.801 | 18.759 | 17.984 | 18.630 | 19.453 | 18.826 | 19.050 |

## Kultur und Sehenswürdigkeiten

### Remparts und Ville Close
Ein Rundgang über die Remparts – die Stadtmauer der Ville close – bietet schöne Einblicke in die Straßen und Ausblicke auf Hafen und Yachthafen. Innerhalb der Ville close finden sich neben Souvenirläden kleine Restaurants und ein Fischereimuseum.

Remparts und Ville Close
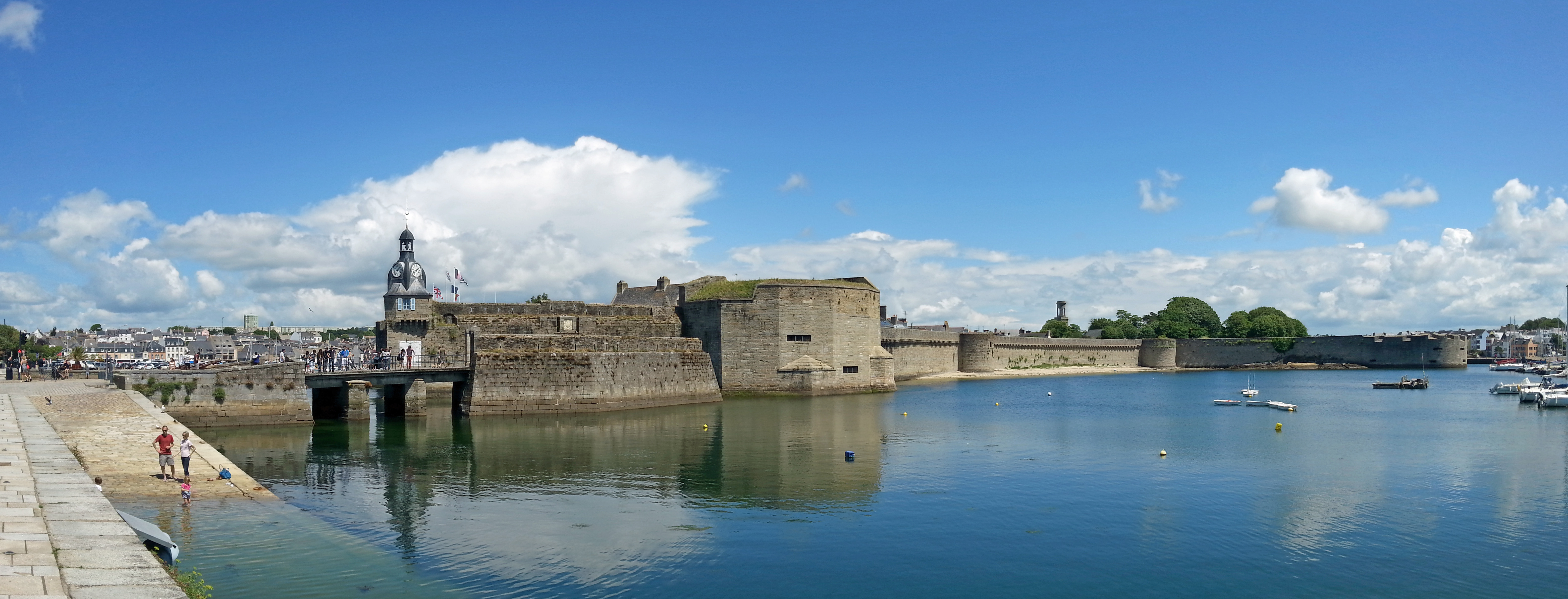
Ville close
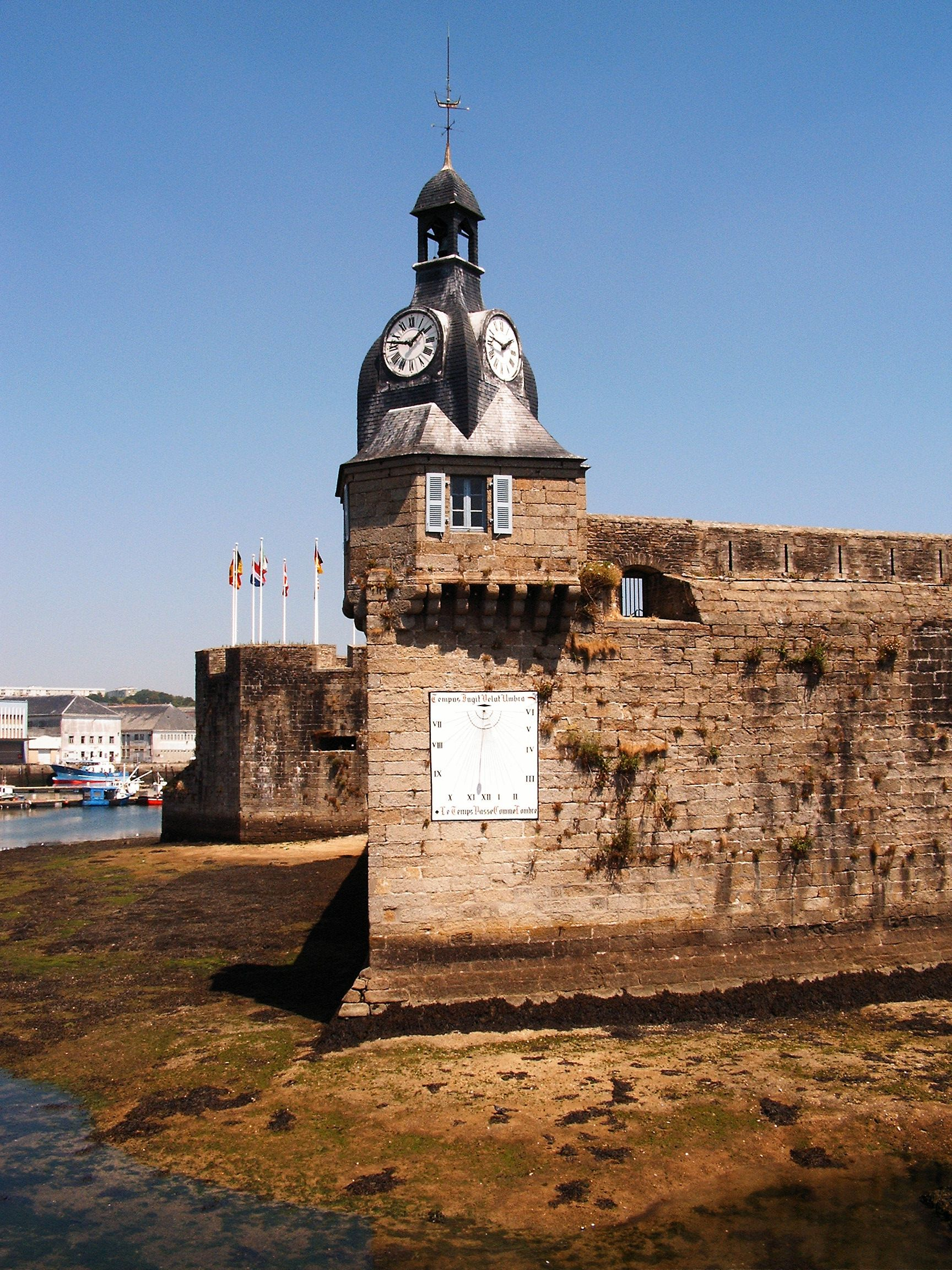
Südwestliche Mauerecke der Ville Close, mit Uhr und Sonnenuhr
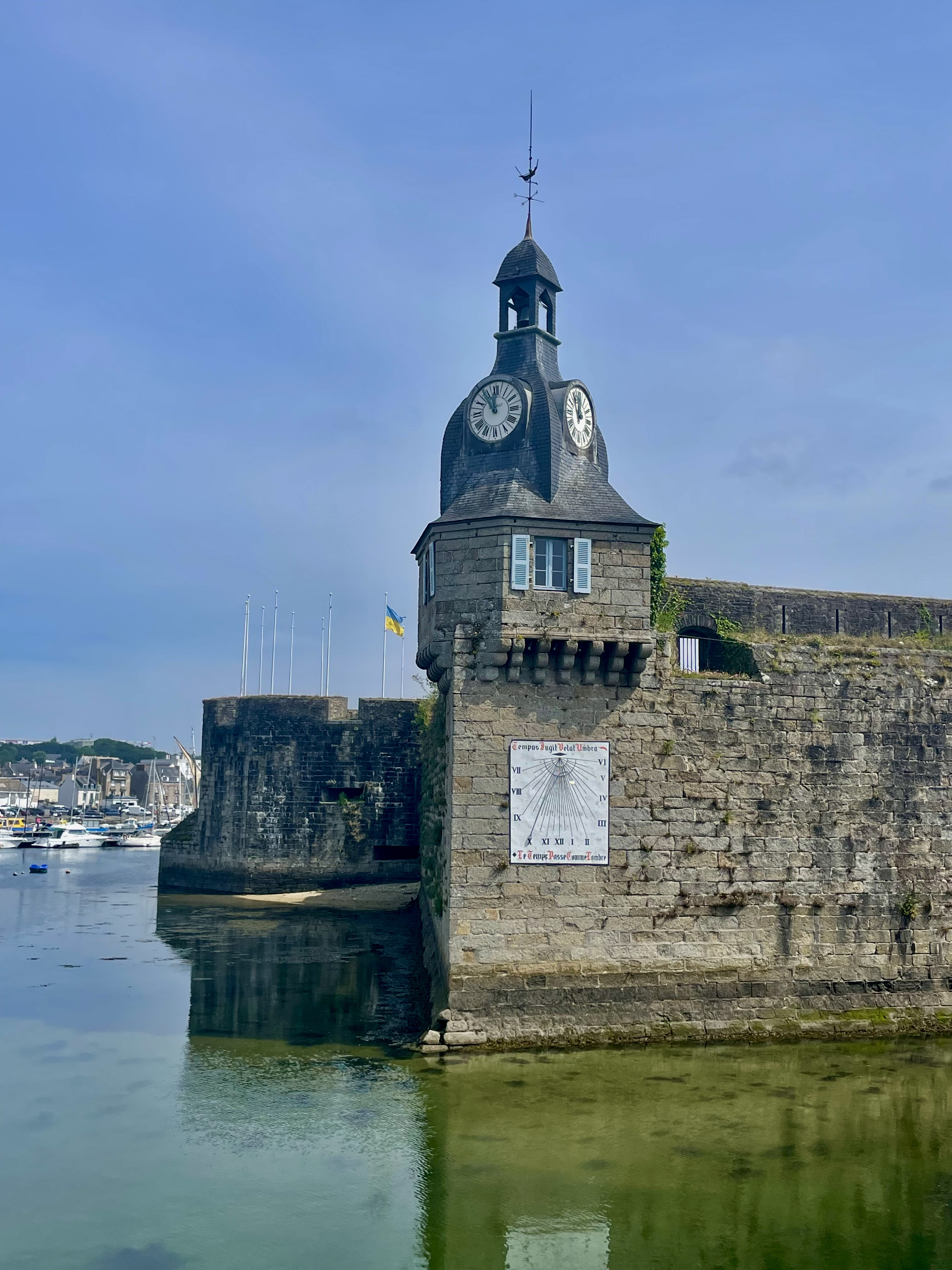
Südwestliche Mauerecke der Ville Close, mit Uhr und Sonnenuhr
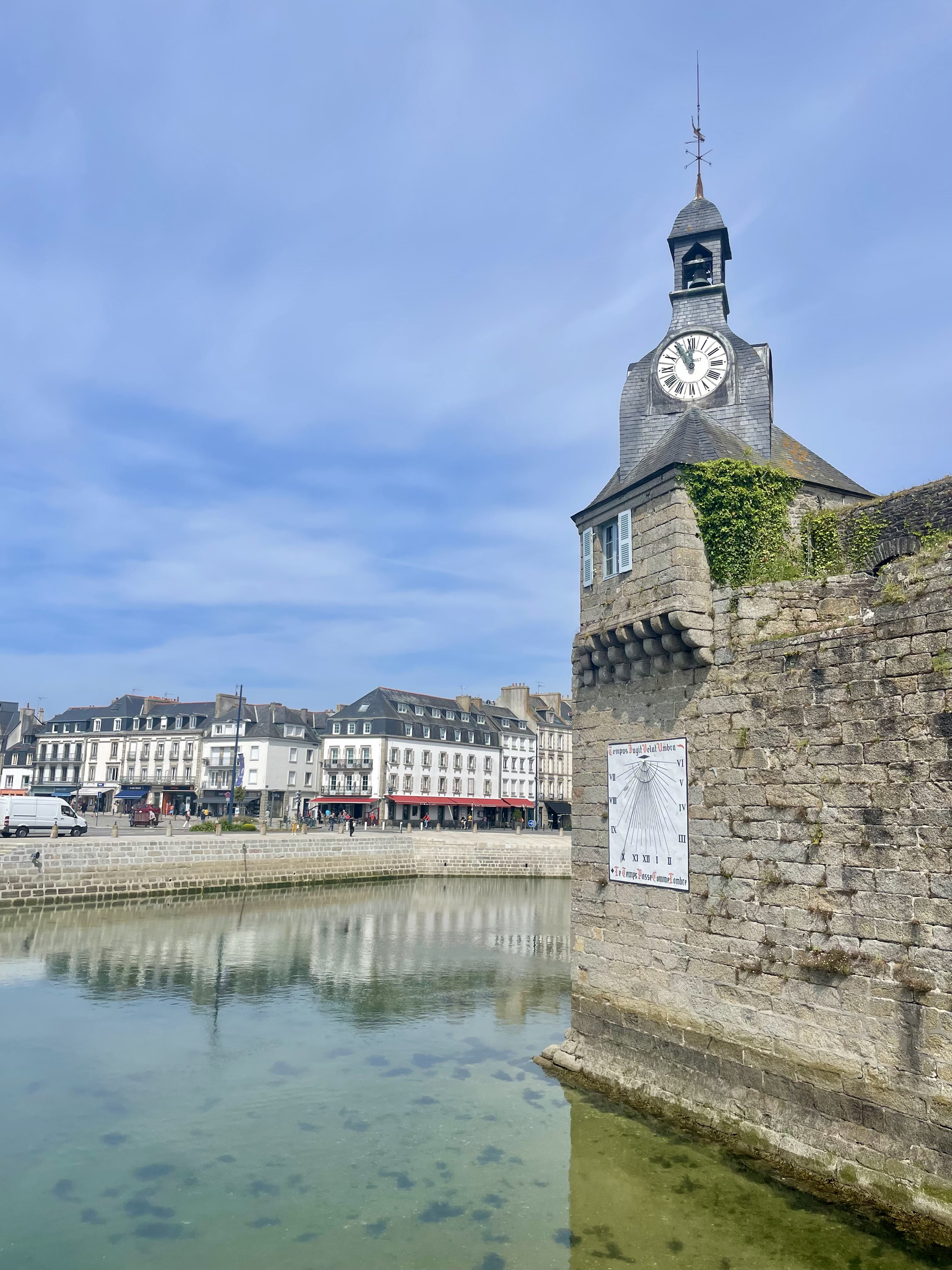
Glockenturm mit Uhr und Sonnenuhr, Blick auf die Avenue Pierre Guéguin
Straße in der Ville close
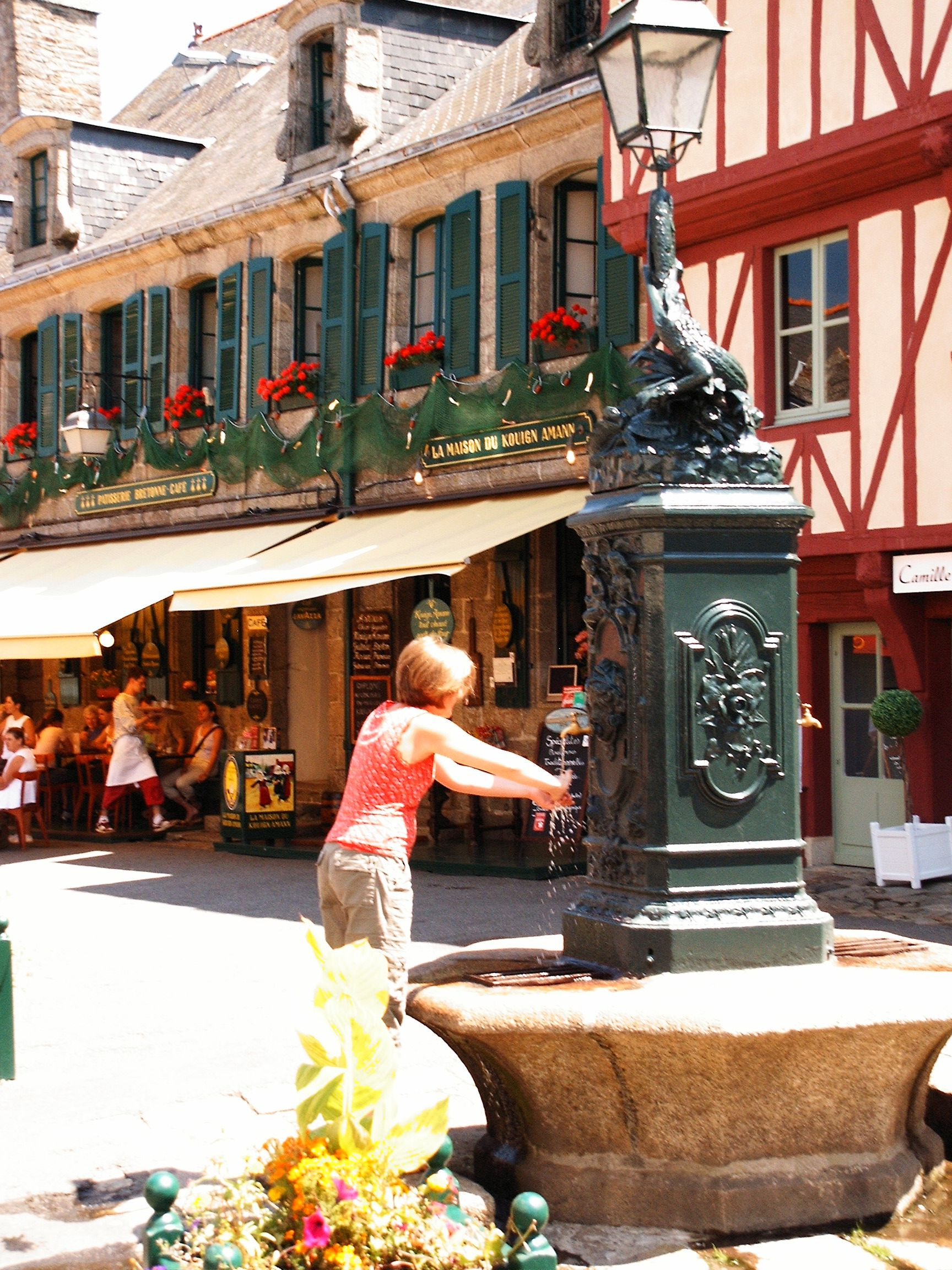
Brunnen in der Ville close
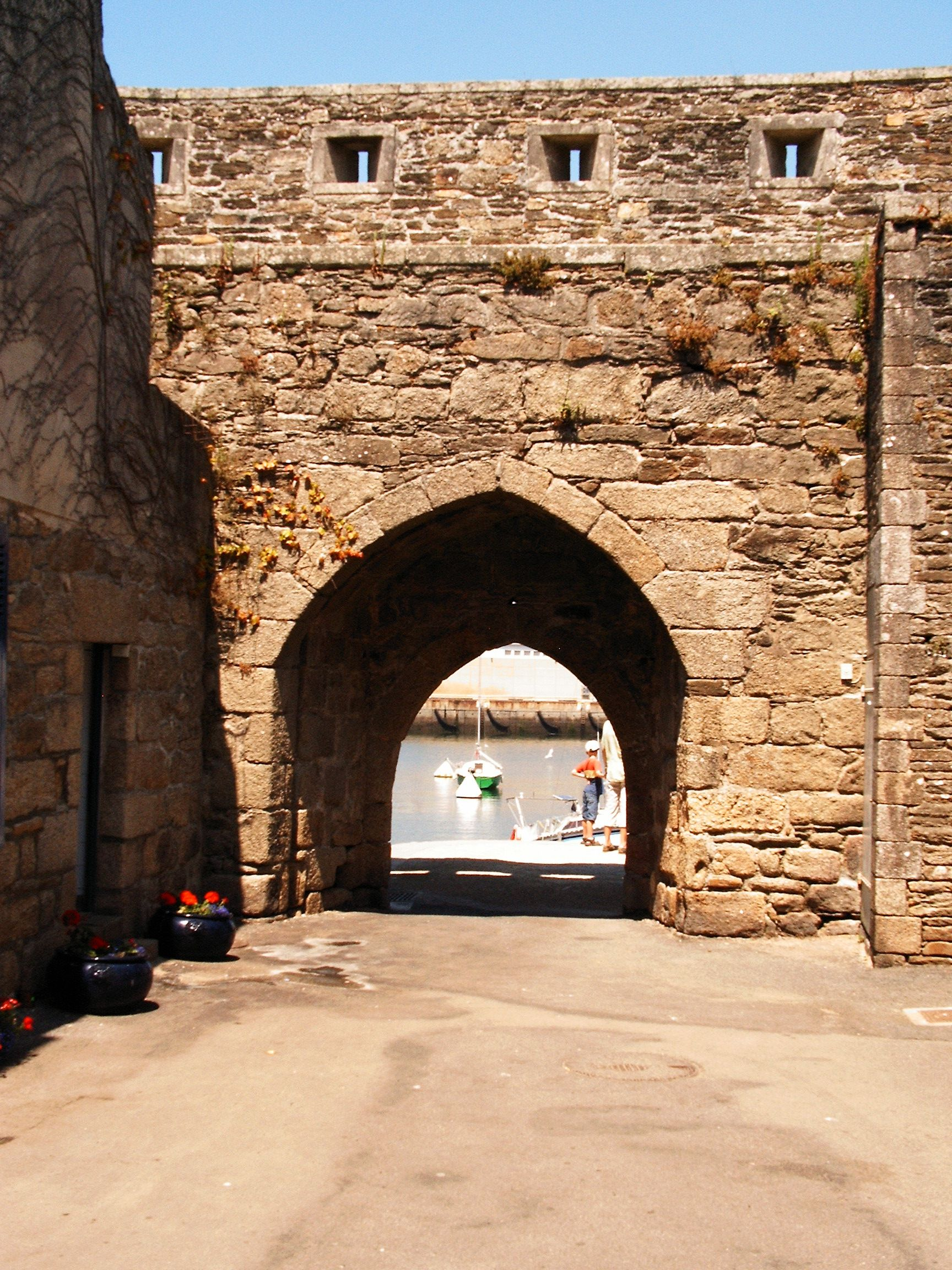
Tor zum Bootsanleger in der Ville close
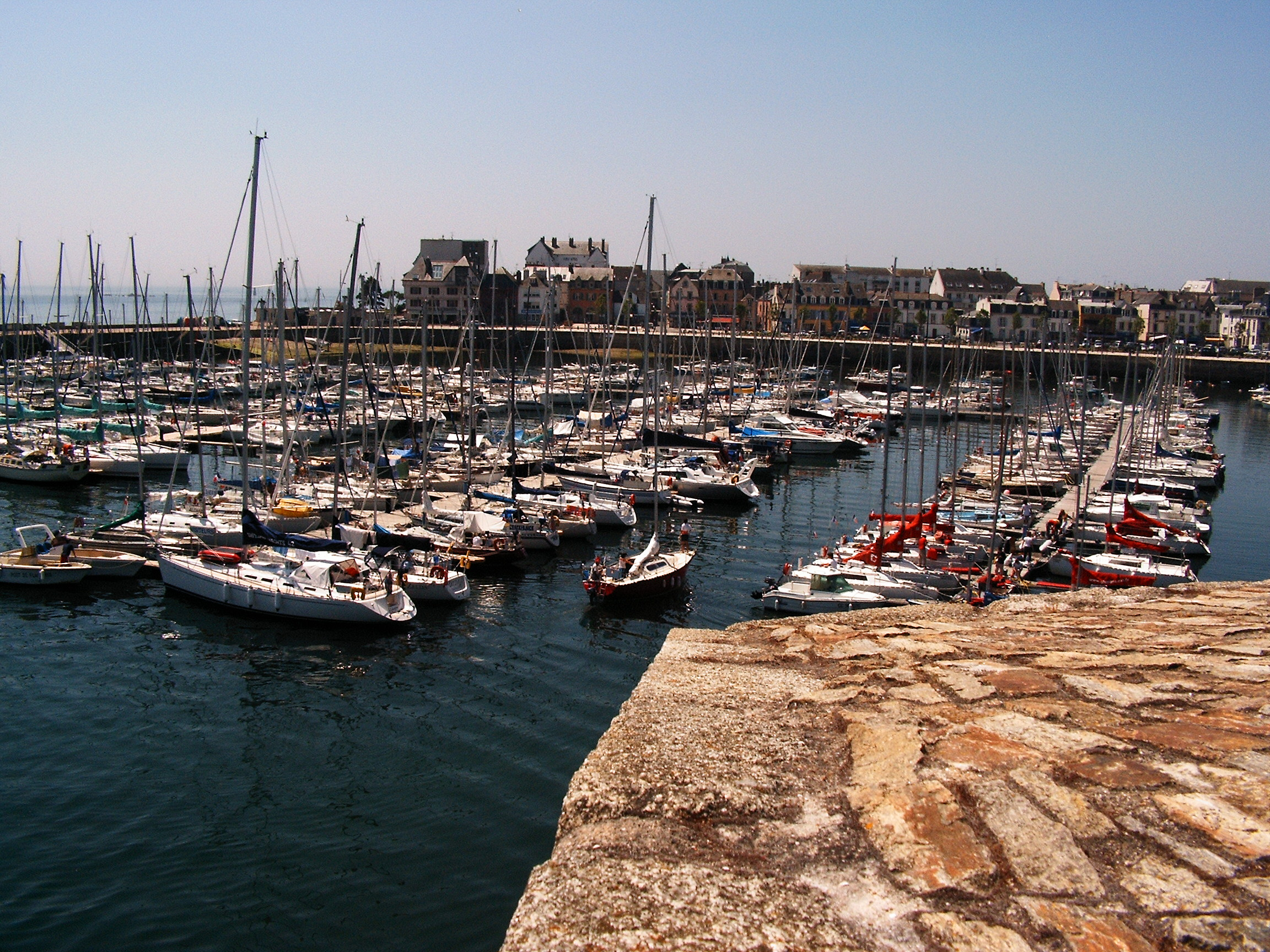
Blick zum Yachthafen von den Remparts – der Stadtmauer
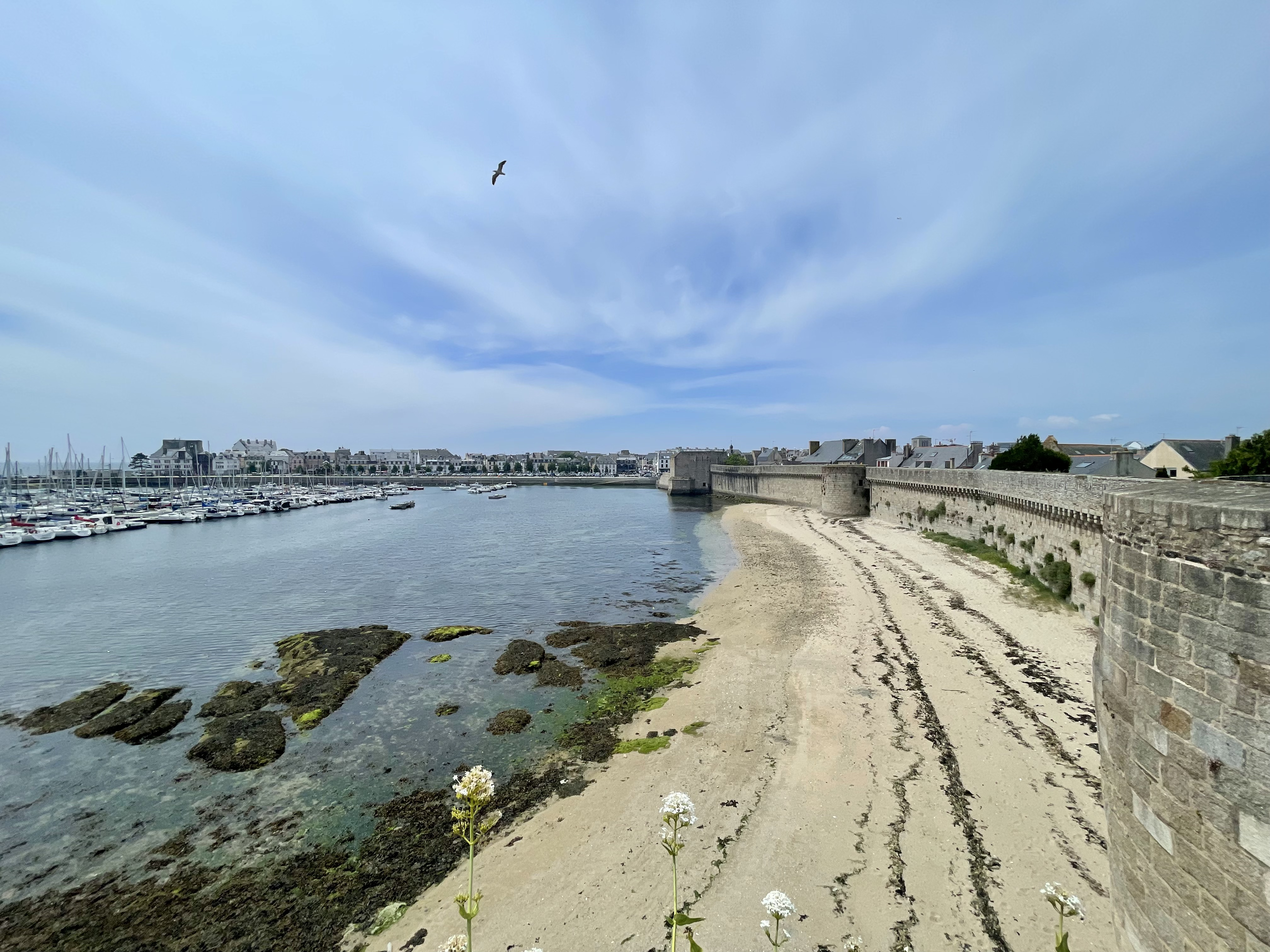
Blick von der Ville Close auf den Yachthafen Port de plaisance
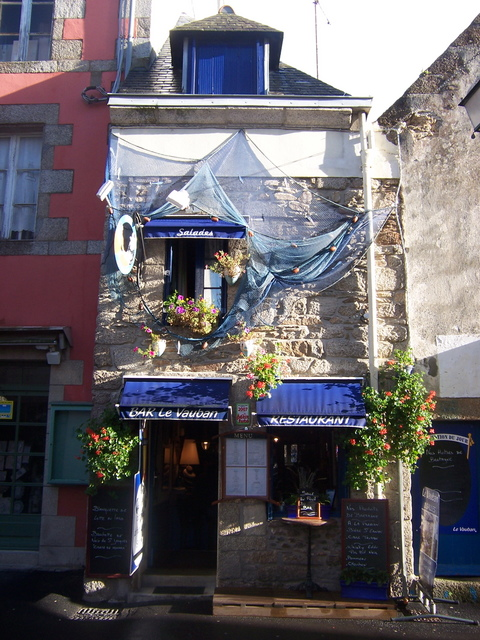
Haus in der Altstadt
Schwarze Fassade mit rotem Fachwerk am Quai Peneroff mit der Galerie Gloux

### Musée de la Pêche
Das Fischereimuseum Musée de la Pêche zeigt die Geschichte der Meeresfischerei und die Fischereitechniken der ganzen Welt mittels großer Dioramen, vieler Modelle und verschiedener Bootstypen. Im Außengelände kann man vom Laderaum bis zur Brücke einen echten Seetrawler, die Hémérica, besichtigen.

Musée de la Pêche
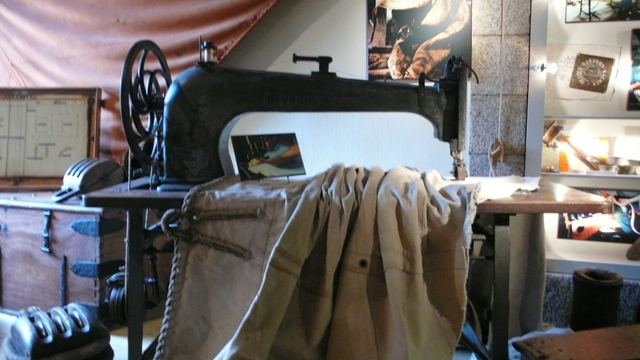
Nähmaschine für Segel
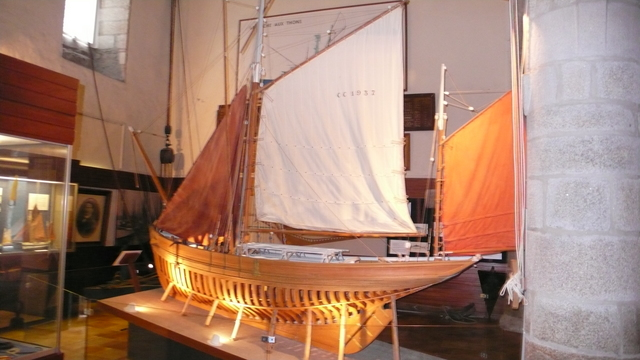
Modell eines Segelschiffs
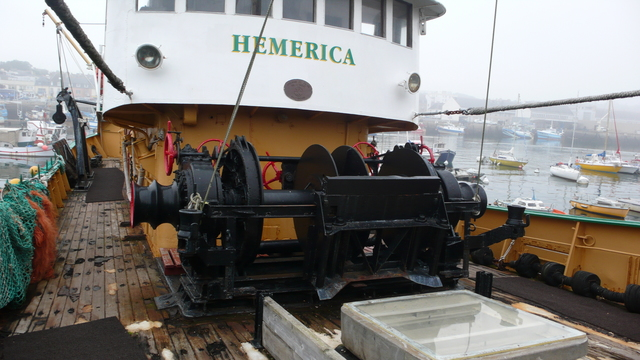
Deck der Hémérica
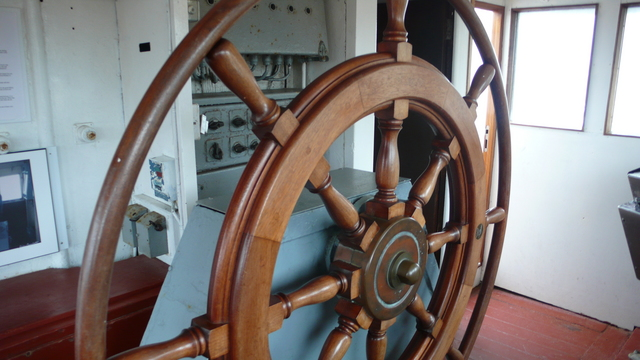
Brücke der Hémérica
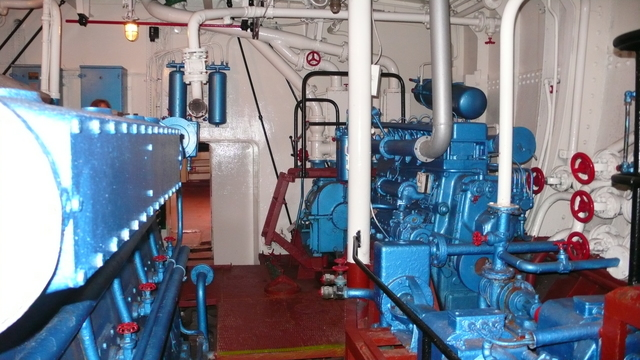
Maschinenraum der Hémérica

### Marinarium
Als Schaufenster des Meeresbiologischen Laboratoriums, der Station biologique de Concarneau, illustriert das Marinarium die außerordentliche Biodiversität der Ozeane, die Reichhaltigkeit der Küstenregionen und den Schutz der Meeresressourcen. Gegründet 1859 von Jean Victor Coste (1807–1873), ist sie heute eine namhafte Forschungseinrichtung.

Marinarium
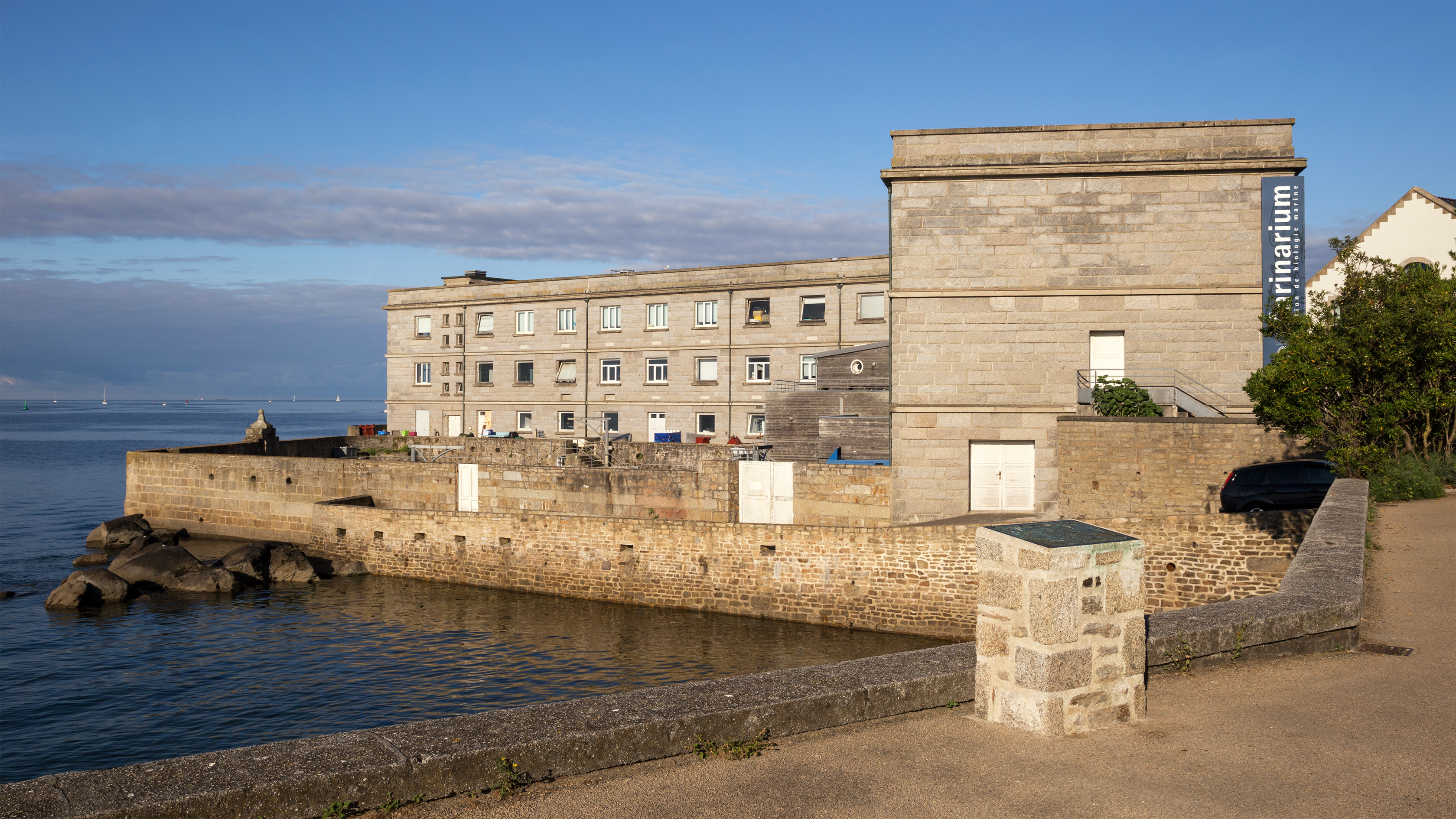
Marinarium
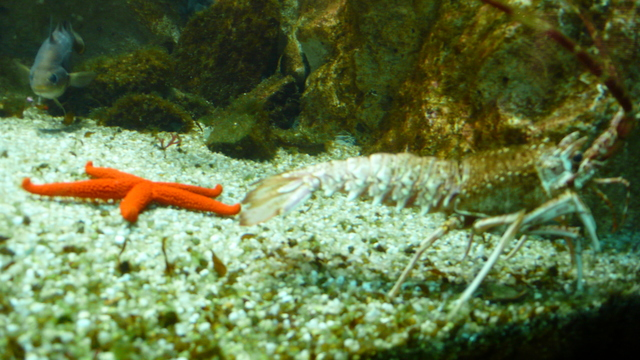
Sealife im Marinarium
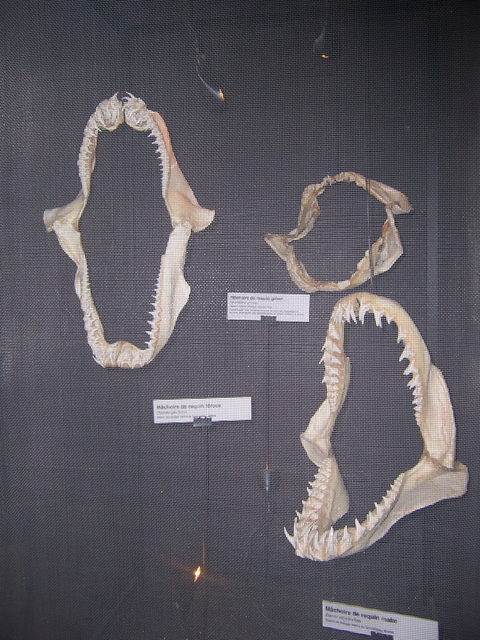
Haifisch-Gebisse im Marinarium

### Fort du Cabellou
Das Fort du Cabellou wurde 1746 gebaut, um die Einfahrt und den Hafen von Concarneau zu verteidigen.
Seit 1962 ist es ein historisches Denkmal.

Fort du Cabellou
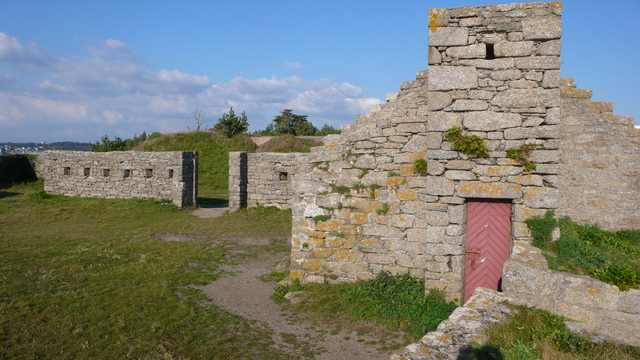
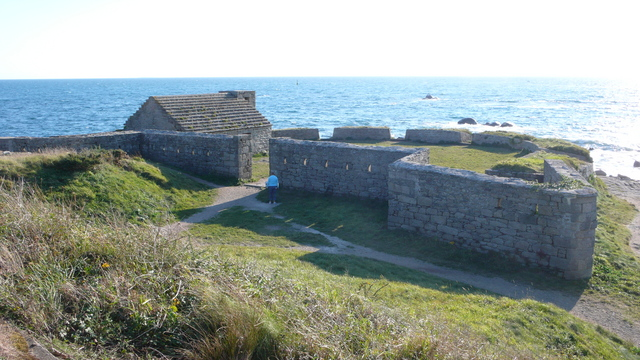

### Schloss Kériolet
Das Schloss Kériolet ist ein neogotisches Schloss, das Sinaida Iwanowna Jussupowa ab 1863 für ihren französischen Ehemann Charles Chauveau errichten ließ. Es wurde zeitweilig vom Rasputin-Attentäter Felix Felixowitsch Jussupow genutzt.

### Fête des Filets Bleus
Mitte August feiert die Stadt das jährliche Fête des Filets Bleus ‚Festival der blauen Netze‘.
Es wurde 1905, in einem Jahr, in dem die Sardinen ausblieben, zur Unterstützung der Fischer gegründet und nach den traditionellen blauen Netzen der Fischereiflotte Concarneaus benannt. Tausende von Teilnehmern in ihren Trachten locken jedes Jahr zehntausende von Besuchern an. Es ist eines der größten Festivals der bretonischen und keltischen Kultur, wie sie in vielen Orten der Bretagne stattfinden.

Fête des Filets Bleus
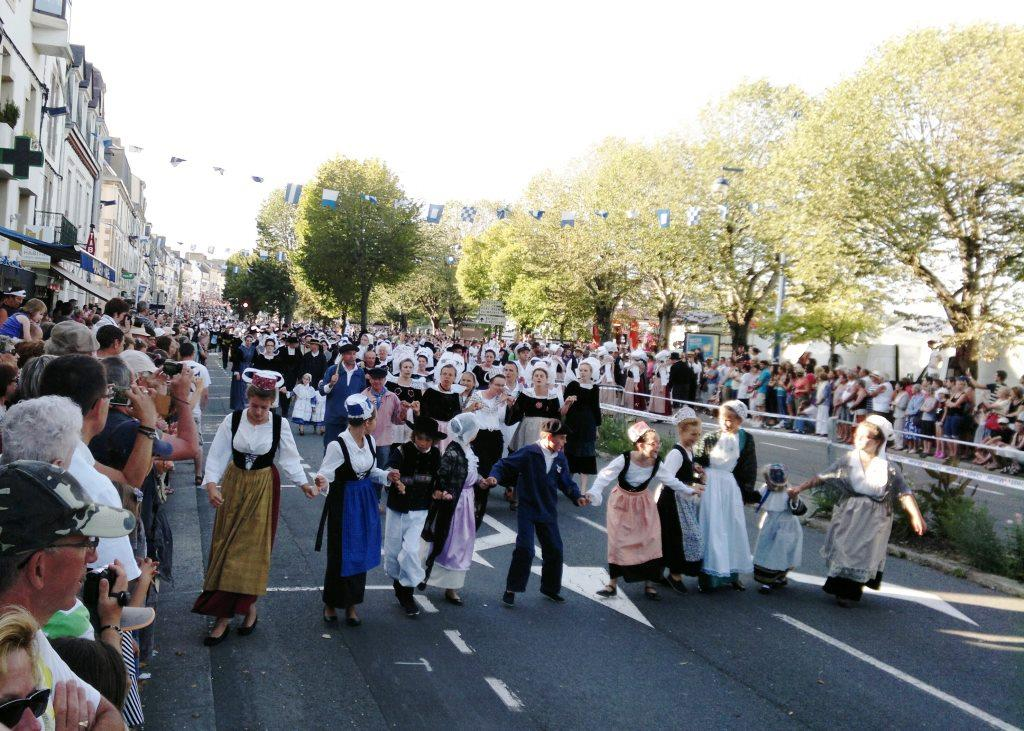
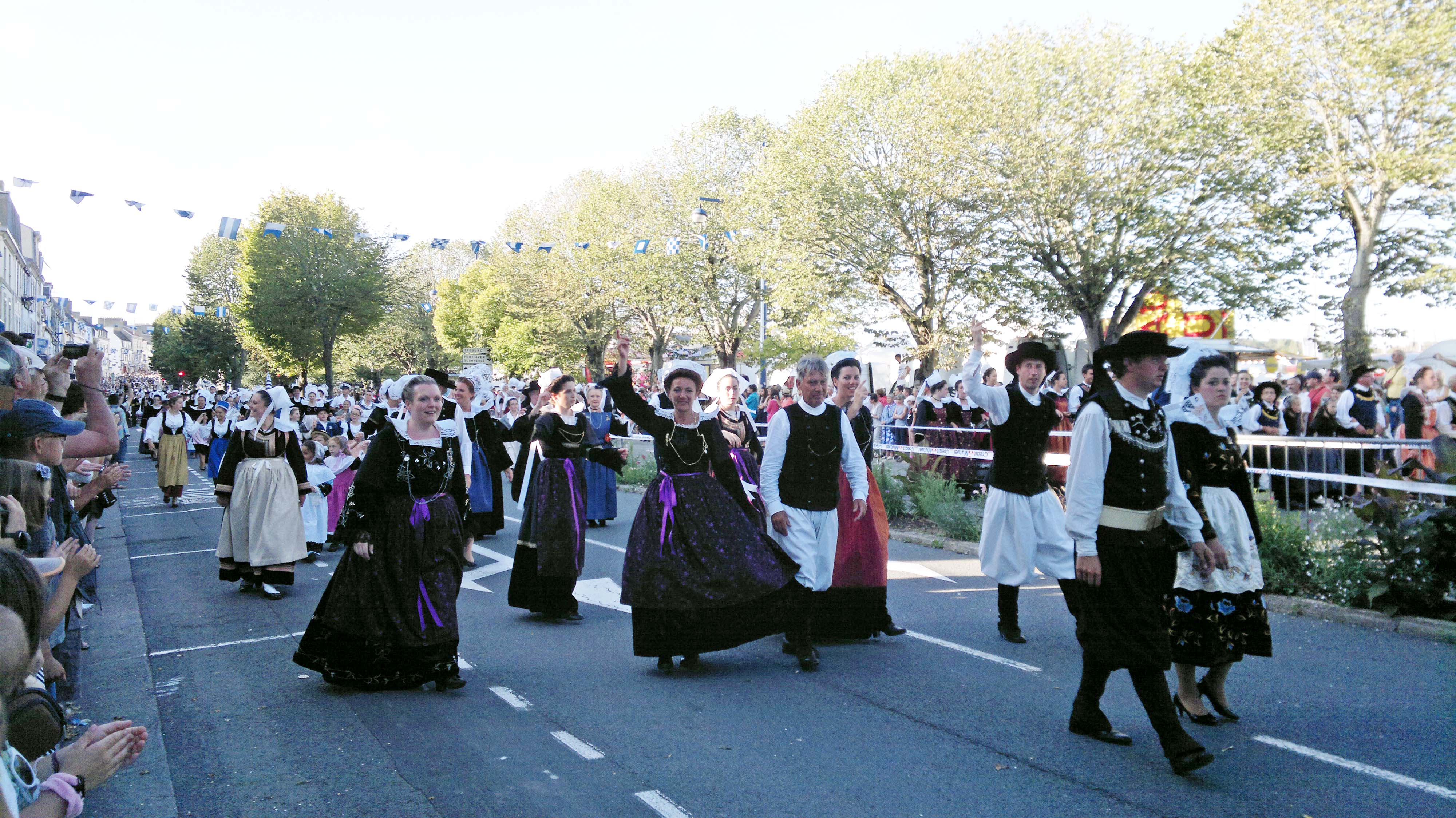

### Weitere Sehenswürdigkeiten
- Chapelle de la Croix, spätgotische Kapelle am südlichen Quai de la Croix
- Chapelle de la Trinité, spätgotische frühere Hospitalskapelle in der Ville Close
- Saint-Fiacre, rekonstruierte Kapelle aus dem 16. Jahrhundert im Ortsteil Le Cabellou

## Sport
Die Fußballer der Union Sportive Concarnoise spielten in der Saison 2023/24 in der zweiten Liga. Die Spieler des Vereins haben bereits seit Mitte der 1960er Jahre vor allem im Pokalwettbewerb wiederholt landesweit auf sich aufmerksam machen können.

## Wirtschaft

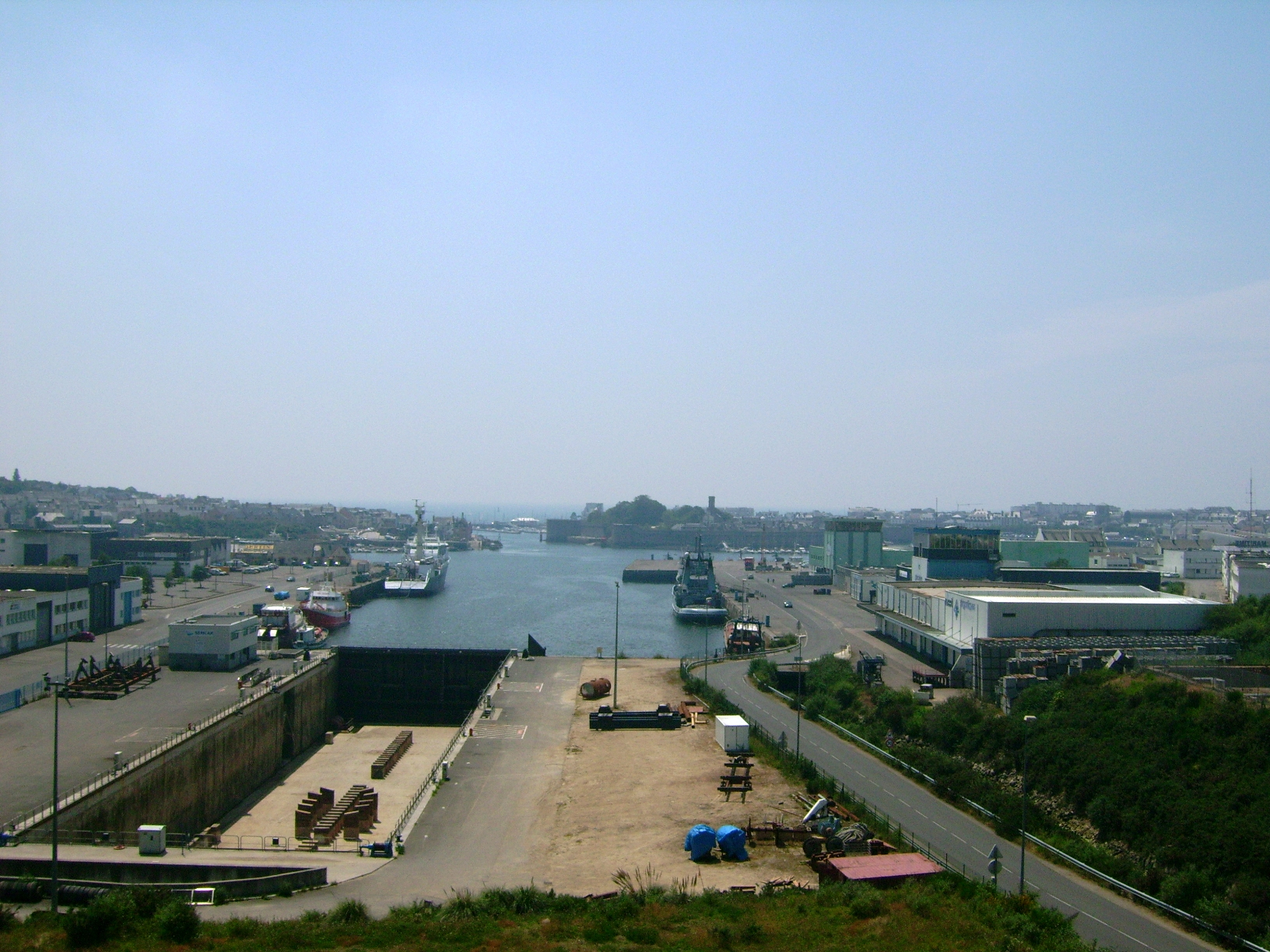
Fischereihafen

Neben dem Fremdenverkehr beruht Concarneaus Wirtschaft überwiegend auf dem Fischfang.
Um die letzte Jahrhundertwende gab es 40 Konservenfabriken, darin verdienten 2800 Menschen ihr Geld.
Von 1902 bis 1909 gab es eine große wirtschaftliche Krise, da die Sardinenschwärme wegblieben.
Im Ort befindet sich heute der drittgrößte Fischereihafen Frankreichs, beim Thunfisch liegt er sogar an der Spitze, mit einer Flotte von 36 Schiffen, 900 Seeleuten und einer Anlandung von 164.000 Tonnen (Thunfisch) jährlich.

## Städtepartnerschaften
- Bielefeld (ursprünglich mit dem Stadtbezirk Bielefeld-Senne), Nordrhein-Westfalen, Deutschland, seit 1969
- M’bour, Region Thiès, Senegal, seit 1974
- Penzance, Cornwall, Vereinigtes Königreich, seit 1982

## Persönlichkeiten
- Jean Marie Le Bris (1817–1872), Kapitän und Luftfahrtpionier
- Alfred Guillou (1844–1926), Maler
- Marc di Napoli (* 1953), französischer Schauspieler und Maler
- Michel Desjoyeaux (* 1965), einer der weltweit erfolgreichsten Einhandsegler
- Stéphane Guivarc’h (* 1970), Fußballnationalspieler
- Frédéric Lancien (* 1971), Bahnradsportler
- Florian Guillou (* 1982), Radrennfahrer

## Concarneau in der Literatur
Concarneau ist der Schauplatz mehrerer Romane von Georges Simenon, der den Winter 1930/31 in der Stadt verbrachte. Sowohl der 1931 erschienene Krimi Maigret und der gelbe Hund (Originaltitel Le chien jaune) als auch der Roman Die bösen Schwestern von Concarneau (Originaltitel Les Demoiselles de Concarneau) aus dem Jahr 1935 sind hier angesiedelt. Zudem ist Concarneau Dienstsitz von Kommissar Dupin, dem Protagonisten der von Jörg Bong unter dem Pseudonym Jean-Luc Bannalec veröffentlichten bretonischen Krimireihe. Deren achter Band, Bretonisches Vermächtnis, bezieht sich direkt auf Simenons Maigret-Roman. Nach diesem ist auch das Literaturfestival von Concarneau Le Chien Jaune benannt, das seit 1993 alljährlich im Juli stattfindet.